# Seznami uradnih osebnosti

## Verski voditelji
seznam papežev

## Voditelji držav ali vlad (nekdanje funkcije)

### Stari vek
Akad
Asirija
Babilon
- Babilonski kralji

Dakija
Egipt
- Faraoni
  - Pozno kraljestvo
    - Trideseta dinastija
      - Nektaneb I.: 380 pr. n. št. - 363 pr. n. št.

Levant
Hetiti
Edeška država
Perzija
- Perzijski kralji

Makedonija
Šparta
Sumerija
Rimsko cesarstvo
- Rimski cesarji

## Voditelji držav ali vlad (sodobne funkcije)

### Afrika
Etiopija
- Etiopski cesarji
  - Menelik II.: 9. marec 1889 - 12. december 1913
  - Jasu V.: 12. december 1913 - 27. september 1916
  - Zavditu (cesarica): 27. september 1916 - 2. april 1930
  - Hajle Selasije I.: 2. april 1930 - 2. maj 1936
  - Viktor Emanuel III. (podkralj ?): 9. maj 1936 - 5. maj 1941
  - Hajle Selasije I. (ponovno): 5. maj 1941 - 12. september 1974
  - Asfa Vosen: 12. september 1974
- Predsedniki Etiopije

### Evropa
Slovenija
- Predsedniki Slovenije
  - Milan Kučan (1990 - 2002)
  - Janez Drnovšek (2002 - 2008)
- Predsedniki vlade Slovenije

Združeno kraljestvo Velike Britanije in Severne Irske
- Britanski vladarji
  - Elizabeta II. (6. februar 1952 - )